# En vivo Complejo Ferial Córdoba
En vivo Complejo Ferial Córdoba es el primer registro audiovisual en vivo en la carrera solista del cantante y compositor argentino de cuarteto Pelusa. Fue editado y distribuido en 2012 por Edén S.R.L. en una caja que incluye un DVD y un disco compacto.

## Lista de canciones
DVD
1. «Infinito amor (Tema de apertura)» (Pablo Destéfanis)
2. «Pelusa, aquí está» (M. Calderón, D. Castillo)
3. «Ella es un amor» (M. Calderón, D. Castillo)
4. «Whisky, no» (M. Calderón, M. Decall)
5. «Píntame con besos» (Albert Hammond)
6. «No te vayas para Oriente» (M. Calderón, C. Kantor)
7. «Hermana de cabellos dorados» (Beckley)
8. «Creo en ti, Argentina» (Chiche Sánchez, M. Calderón)
9. «Eres una flor, una estrella, la luz» (M. Álvarez, M. Calderón)
10. «Hoy lo vas a ver» (J. R. Juncos, M. Calderón, G. I. López, J. Farías)
11. «Con todo el amor que yo puedo» (Claudio Baglione)
12. «Gota de miel» (M. Calderón, G. I. López)
13. «Cama y mesa» (E. y R. Carlos)
14. «Lo bueno y lo malo» (M. Calderón, A. Barrientos, D. Castillo)
15. «Corazón en la calle» (M. Calderón, D. Castillo)
16. «Luna llena» (N. Araya)
17. «Sin ti» (Evans)
18. «Del gemido de un gorrión» (C. Mellino)
19. «Teléfono azul» (M. Calderón, D. Castillo)
20. «Sé, yo sé» (García, Ochetti, M. Calderón, D. Castillo)
21. «Sos una buena mujer» (M. Calderón)
22. «Mi debilidad» (M. Calderón)
23. «Cayó el amor» (M. Calderón, C. Kantor)
24. «Esa mujer ocupará el primer lugar» (D.A.R.)
25. «Tus ojos» (A. Miguel, D. Verdaguer)
26. «Veneno para dos» (D.A.R.)
27. «Hola niña» (Bruchman, D. Castillo, M. Calderón)
28. «Tú fuiste mi historia de amor» (M. Calderón)
29. «Será oro mañana» (M. Calderón)
30. «La copa rota» (B. de Jesús)
31. «Pero nunca cambiarás» (M. Calderón, P. Zubillaga)
32. «Mirta me enseñó» (D. Castillo, M. Calderón)
33. «1985» (P. McCartney)

CD
1. «Pelusa, aquí está» (M. Calderón, D. Castillo) – 2:00
2. «Ella es un amor» (M. Calderón, D. Castillo) – 2:32
3. «Píntame con besos» (Albert Hammond) – 3:44
4. «Creo en ti, Argentina» (Chiche Sánchez, M. Calderón) – 2:32
5. «Eres una flor, una estrella, la luz» (M. Álvarez, M. Calderón) – 3:55
6. «Con todo el amor que yo puedo» (Claudio Baglione) – 5:50
7. «Corazón en la calle» (M. Calderón, D. Castillo) – 3:32
8. «Luna llena» (N. Araya) – 3:20
9. «Alarma en el viento» (P. Destéfanis, M. Calderón) / «Sin ti» (Evans) – 5:12
10. «Del gemido de un gorrión» (C. Mellino) – 4:02
11. «Teléfono azul» (M. Calderón, D. Castillo) – 2:57
12. «Sé, yo sé» (García, Ochetti, M. Calderón, D. Castillo) – 3:53
13. «Sos una buena mujer» (M. Calderón) – 1:33
14. «Mi debilidad» (M. Calderón) – 3:53
15. «Cayó el amor» (M. Calderón, C. Kantor) – 2:43
16. «Esa mujer ocupará el primer lugar» (D.A.R.) – 3:41
17. «Hola niña» (Bruchman, D. Castillo, M. Calderón) – 3:39
18. «Tú fuiste mi historia de amor» (M. Calderón) – 4:03
19. «Será oro mañana» (M. Calderón) – 3:23
20. «La copa rota» (B. de Jesús) – 4:40
21. «Pero nunca cambiarás» (M. Calderón, P. Zubillaga) – 2:47
22. «Mirta me enseñó» (D. Castillo, M. Calderón) – 4:15

## Créditos
- Piano, teclados y órgano: Pablo Destéfanis
- Batería: Emanuel Colzzani
- Bajo: Iñaky Moreno
- Percusión y coros: Jorge Duartez
- Guitarras: Alejandro Defeo y Sebastián Salinas
- Acordeón y coros: Johana Tubert
- Coros: Paula Pérez y Yanina Ibáñez
- Trompeta y fuegelhorn: Walter Onofri
- Saxos: Néstor Estorello
- Trombón: Federico Zapata
- Bandoneón y guitarra acústica: Bruno Ludueña
- Arreglos y dirección artística: Pablo Destéfanis
- Producción general vivo / Producción ejecutiva CD-DVD: Gerardo Ochat, Mario Pérez y Marcelo Souberbielle
- Grabación en vivo: marzo de 2012, Complejo Ferial, Córdoba Capital
- Grabación vivo mas post: Estudio Pira
- DVD dirigido por: Mario Pérez
- Arte gráfico: Visual Productora
- Foto de portada e interiores: Maxi Paiva

- Datos: Q108052335